# Hoshin Engi
Hoshin Engi (封神演義, Hōshin Engi), també coneguda com a Soul Hunter, és un manga japonès de Ryu Fujisaki.
Hoshin Engi està inspirada en l'antiga novel·la xinesa Fengshen Yanyi. La història tracta de la mitologia xinesa i la història de la Xina, en particular els últims membres de la (Dinastia Yin) In i la seua història.
El manga fou serialitzat en la revista Weekly Shōnen Jump de 1996–2000 i recopilada en 23 volums tankōbon per Shueisha.
La història fou adaptada a l'anime, i emesa en la televisió japonesa en 1999. Amb 26 episodis.

Els personatges de la sèrie apareixen en el Jump Ultimate Stars.